# Caio Antíscio Veto (cônsul em 96)
Caio Antíscio Veto (em latim: Gaius Antistius Vetus) foi um senador romano eleito cônsul em 96 com Caio Mânlio Valente. Provavelmente era filho de Caio Antíscio Veto, cônsul em 50. 